# Pvc-lijm
Pvc-lijm is een lijm op basis van vinylchloridepolymeren aangevuld met oplosmiddelen en vulstoffen (cyclohexanon, tetrahydrofuraan en butanon). Polyvinylchloride ontstaat na polymerisatie van vinylchloride. Pvc-lijm is een oplosmiddelenlijm.
De meeste pvc-lijmen lossen het oppervlak van de beide te lijmen delen op. Als het oplosmiddel verdampt dan vloeien beide oppervlakken ineen.
Toepassingsgebieden zijn:
- Constructielijm (lijmen van pvc-leidingen en -folies)